# Konsta Helenius
Konsta Helenius (* 11. května 2006, Ylöjärvi) je finský hokejový útočník hrající za tým Rochester Americans v AHL. Ve vstupním draftu NHL 2024 byl vybrán v prvním kole jako 14. celkově Buffalem Sabres.

## Hráčská kariéra
Ve své druhé sezóně v Liize vstřelil Helenius ve 51 zápasech čtrnáct gólů a zaznamenal 36 bodů. 7. února 2024 se stal po Tuomo Ruutu druhým nejmladším hráčem SM-liigy, který zaznamenal hattrick, a pátým, kterému se to podařilo do 18 let.

## Statistiky

### Klubové statistiky
| Sezóna        | Klub                | Soutěž        |    | Základní část | Základní část | Základní část | Základní část | Základní část |   | Play off | Play off | Play off | Play off | Play off |
| Sezóna        | Klub                | Soutěž        | Z  | G             | A             | B             | TM            | Z             | G | A        | B        | TM       |          |          |
| 2022/23       | Tappara             | U20 SM-sarja  | 19 | 8             | 20            | 28            | 10            | —             | — | —        | —        | —        |          |          |
| 2022/23       | Jukurit             | Liiga         | 33 | 3             | 8             | 11            | 8             | —             | — | —        | —        | —        |          |          |
| 2023/24       | Jukurit             | Liiga         | 51 | 14            | 22            | 36            | 10            | 6             | 2 | 4        | 6        | 4        |          |          |
| 2024/25       | Rochester Americans | AHL           | 65 | 14            | 21            | 35            | 28            | 8             | 3 | 3        | 6        | 4        |          |          |
| Liiga celkově | Liiga celkově       | Liiga celkově | 84 | 17            | 30            | 47            | 18            | 6             | 2 | 4        | 6        | 4        |          |          |
| AHL celkově   | AHL celkově         | AHL celkově   | 65 | 14            | 21            | 35            | 28            | 8             | 3 | 3        | 6        | 4        |          |          |

### Reprezentace
| Rok                       | Tým                       | Soutěž                    | Z  | G | A  | B  | TM |
| ------------------------- | ------------------------- | ------------------------- | -- | - | -- | -- | -- |
| 2022                      | Finsko 17                 | WHC-17                    | 7  | 2 | 9  | 11 | 4  |
| 2023                      | Finsko 18                 | MS-18                     | 5  | 2 | 4  | 6  | 0  |
| 2024                      | Finsko 20                 | MSJ                       | 7  | 1 | 1  | 2  | 2  |
| 2024                      | Finsko 18                 | MS-18                     | 5  | 0 | 7  | 7  | 0  |
| 2024                      | Finsko                    | MS                        | 4  | 0 | 1  | 1  | 2  |
| 2025                      | Finsko 20                 | MSJ                       | 7  | 0 | 6  | 6  | 0  |
| Juniorská kariéra celkově | Juniorská kariéra celkově | Juniorská kariéra celkově | 31 | 5 | 27 | 32 | 6  |
| Seniorská kariéra celkově | Seniorská kariéra celkově | Seniorská kariéra celkově | 4  | 0 | 1  | 1  | 2  |